# Taquara pilosa
Taquara pilosa is een hooiwagen uit de familie Gonyleptidae.